# 火山气体

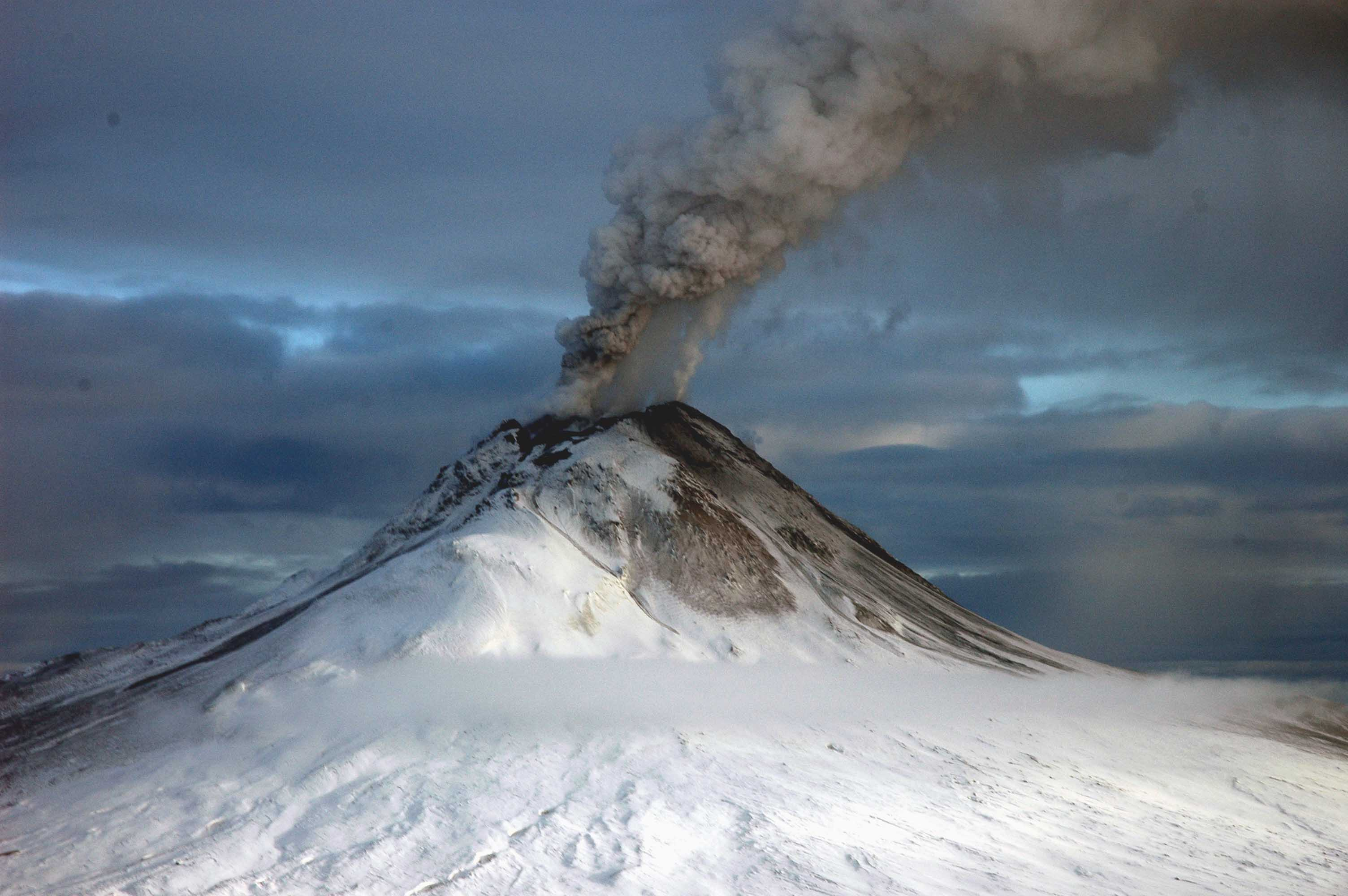
奧古斯丁火山在2006年喷发时火山气体带着灰尘和火山灰进入大气。

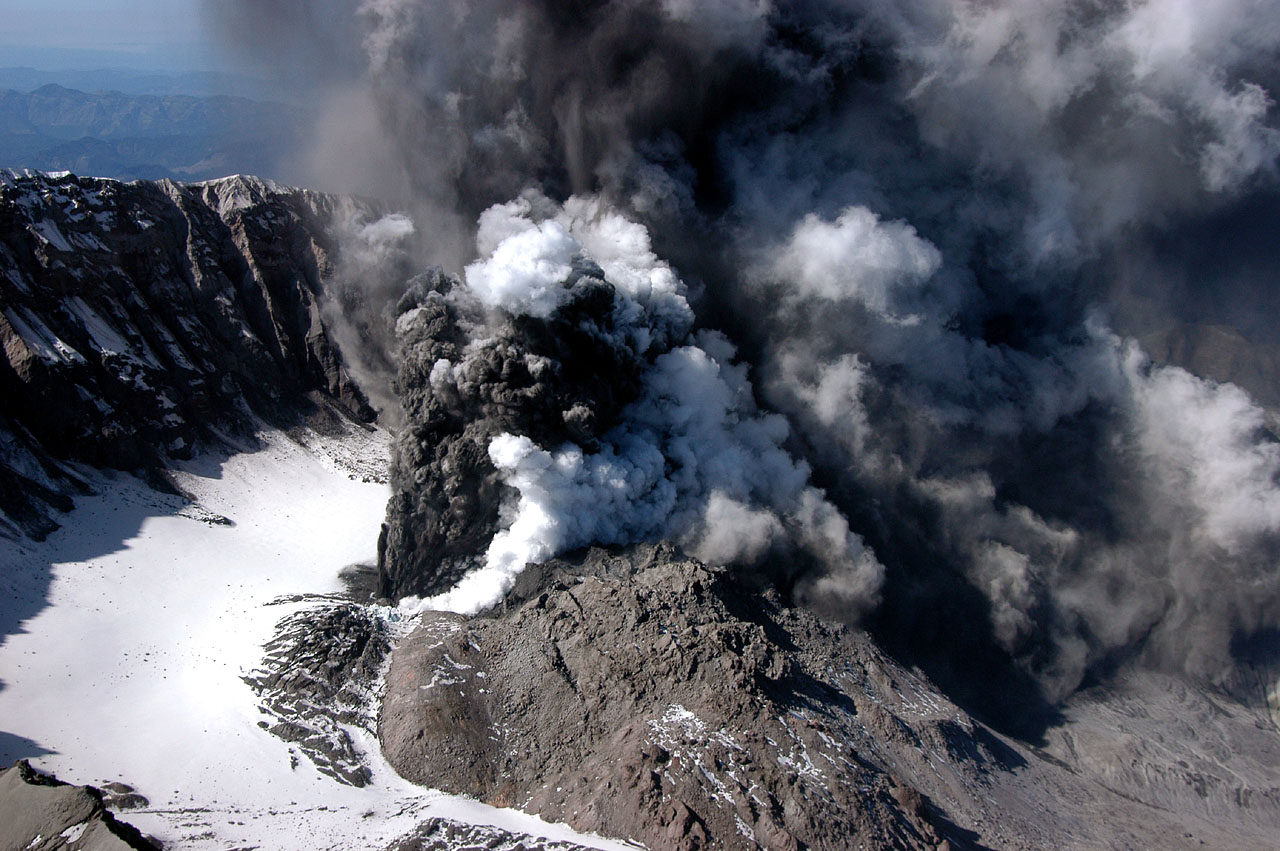
圣海伦火山喷发。

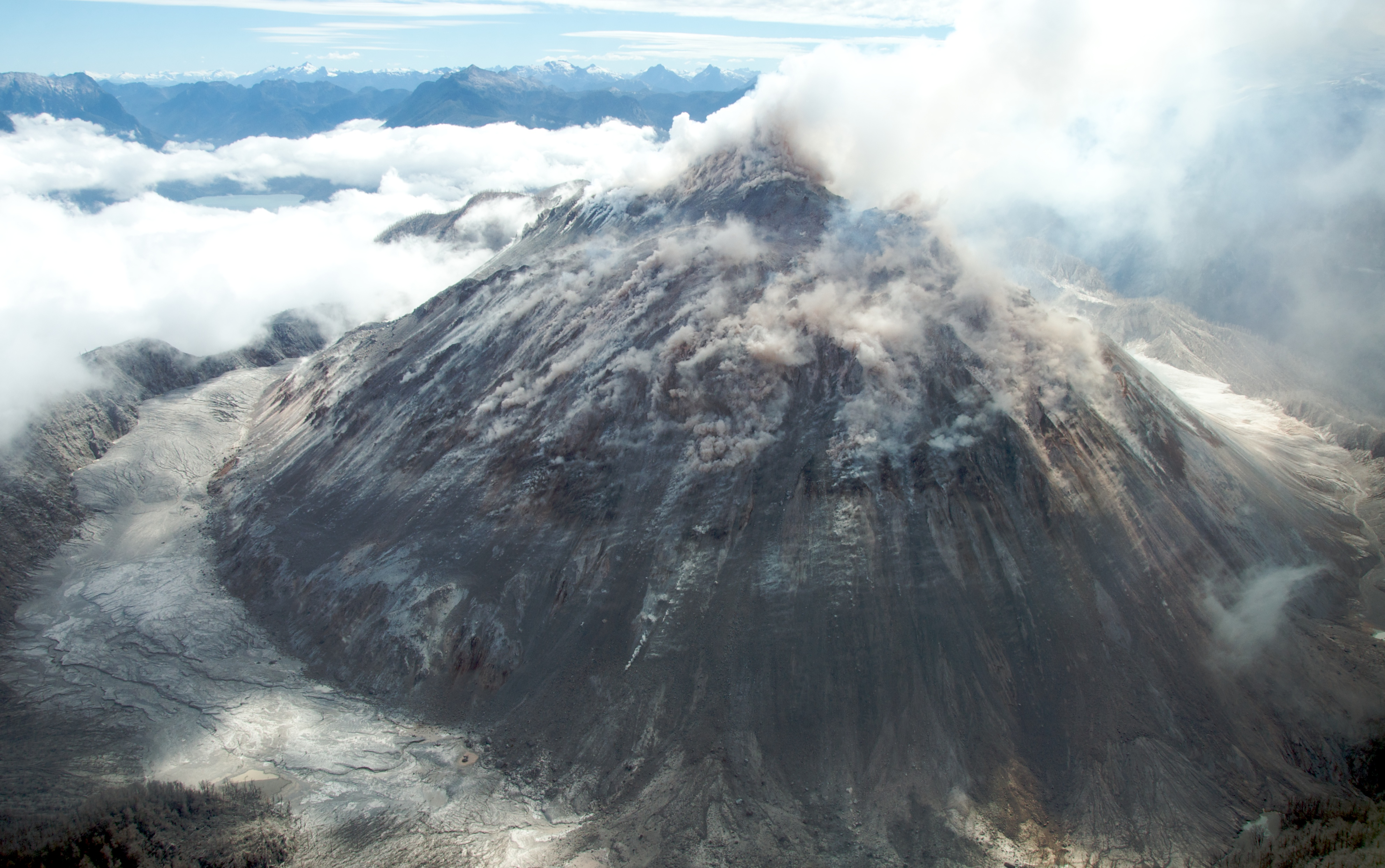
柴滕火山的流纹岩熔岩穹丘的喷发的图像，在2008年-2010年。

火山气体包括从活跃的（或者有时从休眠的）火山释放出之多种挥发物质的总称。这些物质包括被困在火山岩孔穴（泡）中的气体、在岩浆和熔岩里溶解或游离气体，或直接从熔岩散发的气体，或间接通过火山活动加热地下水发出的气体。
地球上火山气体的来源包括：
- 从地球的地幔原始的和回收的成分，
- 从地壳中吸收的成分，
- 地下水和地球大气层。

被称为挥发物质在被加热时，物质可能变成为气态的，或释放出气体。

## 成分

火山喷发的示意图。

火山气体的主要成分是水蒸氣（H2O）、二氧化碳（CO2）、硫或者作为二氧化硫（SO2）（高温的火山气体）或硫化氢（H2S）（低温的火山气体），氮气、氩、氦、氖、甲烷、一氧化碳和氢气。在火山气体检测的其它化合物是氧（大气）、氯化氢、氟化氢、溴化氢、氮氧化物（NOx）、六氟化硫、硫化羰和有机化合物。异乎寻常的微量化合物包括汞、卤烃（包括氯氟烃），和卤素氧化自由基。
火山气体充足程度的差异很大，各个火山是各不相同的。水蒸气一贯都是最常见的火山气体，一般包含总排放量的60％以上。二氧化碳通常占10〜40％的排放。
相比位于热点好或分离板块边缘的火山，那些位于聚合板块边缘的火山释放出更多的水蒸汽和氯气。这是因为海水被加入到形成于隐没带的岩浆而引起的。相比位于热点或分离板块边缘的火山，那些位于聚合板块边缘的火山也有更高的H2O/H2, H2O/CO2, CO2/He 和 N2/He比例。

## 检测，采集和测量
早在1790年，火山气体就被意大利的地质学家Scipione Breislak采集和分析。如上所述，火山气体的成分是依赖于火山内岩浆的移动。这样，在气体成分的突然变化往往预示在火山活动的变化。因此，火山灾害监测有很大一部分涉及到气体排放的常规测量。例如，在斯通波利火山增加的气体CO2含量已经被归因于有丰富的新鲜挥发物的岩浆注入在深度系统内。

## 危害
在1900年至1986年之间的所有与火山有关的死亡人数中，與火山气体直接相關的死亡人数约为3％。
另外，湖泊噴發也可能是火山氣體過飽和累積於湖水內所導致。1984年喀麥隆的莫瑙恩湖（Lake Monoun）噴發，造成居住於湖邊的37人窒息死亡；1986年同一國的尼奧斯湖（Lake Nyos）噴發，導致1,700人及大批動物死亡。